# サン・ヴィート・ディ・ファガーニャ
サン・ヴィート・ディ・ファガーニャ（伊: San Vito di Fagagna）は、イタリア共和国フリウリ＝ヴェネツィア・ジュリア州ウーディネ県にある、人口約1,700人の基礎自治体（コムーネ）。

## 地理

### 位置・広がり

#### 隣接コムーネ
隣接するコムーネは以下の通り。
- コゼアーノ
- ファガーニャ
- メレート・ディ・トンバ
- リーヴェ・ダルカーノ

### 気候分類・地震分類
サン・ヴィート・ディ・ファガーニャにおけるイタリアの気候分類 (it) および度日は、zona E, 2353 GGである。
また、イタリアの地震リスク階級 (it) では、zona 2 (sismicità media) に分類される。